# Africtis
Africtis is een geslacht van uitgestorven roofdierachtigen. Dit dier leefde tijdens het Oligoceen in noordelijk Afrika. De typesoort is Africtis sirtensis.

## Fossiele vondsten
Africtis werd in 2020 beschreven op basis van drie tanden die werden gevonden op de Zallah-locatie in het Sirt-bekken in Libië. De vondsten dateren uit het Rupelien (33,9-27,8 miljoen jaar geleden), deel van het Vroeg-Oligoceen. Africtis is de oudst bekende Afrikaanse roofdierachtige.